# اداره ۶۱۰

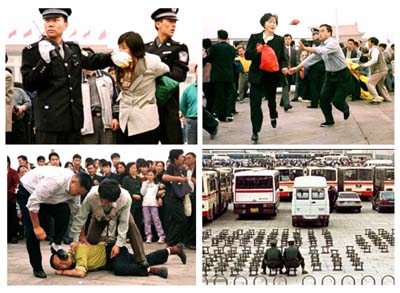
«تمرین‌کنندگان فالون گونگ» در پی ممنوعیت در میدان تیان‌آن‌من بازداشت شدند. دفتر ۶۱۰ برای جلوگیری از اعتراضات فالون گونگ در میدان، جریمه‌های تنبیهی را برای مقامات محلی اجرا کرد. - ۲۰۰۳

اداره ۶۱۰ (اداره شش - ده نیز خوانده می شود)، (به انگلیسی: 610 Office) آژانس امنیتی در جمهوری خلق چین است که براساس تاریخ تأسیس آن نامگذاری شد که در روز دهم از ماه ششم سال هزار و نهصد و نود و نه بوده است. این اداره به دستور جیانگ زمین به طور اخص برای آزار و شکنجه تمرین‌کنندگان فالون گونگ تأسیس شد. محدودیت قانونی در عملکرد این اداره وجود ندارد و دارای قدرت نامحدودی بالاتر از سطوح اجرائی حزب است. به طوری که ادارات سیاسی و قضایی، رسانه‌ها، ارتش و پلیس را تحت تصمیمات خود دارد.
از سال ۱۹۹۹ تا کنون نیروهای امنیتی اداره ۶۱۰ در سراسر چین اقدام به دستگیری و بازداشت تمرین‌کنندگان فالون گونگ کرده‌اند. ضرب و شتم، بازداشت در اردوگاه‌های کار اجباری، شستشوی مغزی و آزار و شکنجه از جمله اعمالی است که بر تمرین‌کنندگان فالون گونگ انجام شد. شیوه‌های شکنجه شامل شوک دادن با باتون‌های الکتریکی با ولتاژهای بالا، محرومیت از خواب، گرسنگی، تجاوز و سقط اجباری است. جیانگ زمین در زمان تشکیل اداره ۶۱۰ فرمان می دهد که فالون گونگ را در سه ماه ریشه کن کند.
از ابتدا، تمرین‌کنندگان فالون گونگ اعلام کردند که هیچ تمایلی به درگیرشدن در امور سیاسی ندارند و هرگز قصد ندارند که با حزب از در مخالفت درآیند. پس از گذشت ۱۴ سال مورد آزار و شکنجه قرارگرفتن، تنها هدف سیاسی آنها پایان دادن به آزار و شکنجه درچین به صورت صلح‌آمیز است.

## پیشینه
فالون گونگ (یا فالون دافا) یک روش معنوی است که باعث رشد و ارتقای فرد از نظر جسمی و اخلاقی می‌شود. آن دربرگیرنده روش‌های کهن و سنتی همچون بودیسم و دائوئیسم بوده و دارای چند تمرین ملایم و آرام و مدیتیشن است. اصول اصلی آن “حقیقت، نیک‌خواهی و بردباری” است که تمرین کنندگان این روش در زندگی روزانه خود را مقید به پیروی از این اصول می کنند.